# Red Oak (Karolina Północna)
Red Oak – miasto w Stanach Zjednoczonych, w stanie Karolina Północna, w hrabstwie Nash.